# Bobrowniki (Wągrowiec)
Pour les articles homonymes, voir Bobrowniki.
Bobrowniki (prononciation : [bɔbrɔvˈniki]) est un village polonais de la gmina de Wągrowiec dans le powiat de Wągrowiec de la voïvodie de Grande-Pologne dans le centre-ouest de la Pologne.
Il se situe à environ 5 km à l'ouest de Wągrowiec (siège de la gmina et du powiat), et à 49 km au nord de Poznań (capitale de la Grande-Pologne).
Le village possédait une population de 141 habitants en 2013.

## Histoire
De 1975 à 1998, le village faisait partie du territoire de la voïvodie de Piła.

Depuis 1999, Bobrowniki est situé dans la voïvodie de Grande-Pologne.